# Collegio plurinominale Piemonte 2 - 01 (2017)
Il collegio elettorale plurinominale Piemonte 2 - 01 è stato un collegio elettorale plurinominale della Repubblica Italiana per l'elezione della Camera tra il 2017 ed il 2022.

## Territorio
Come previsto dalla legge elettorale italiana del 2017, il collegio è stato definito tramite decreto legislativo all'interno della circoscrizione Piemonte 2.
Il collegio comprendeva la zona definita dai quattro collegi uninominali Piemonte 2 - 05 (Alessandria), Piemonte 2 - 06 (Asti), Piemonte 2 - 07 (Cuneo) e Piemonte 2 - 08 (Alba).

## Dati elettorali

### XVIII legislatura
Come previsto dalla legge elettorale, 386 deputati erano eletti in 63 collegi plurinominali con ripartizione proporzionale a livello nazionale tra le coalizioni e le singole liste che avessero superato la soglia di sbarramento stabilita.
Nel collegio venivano eletti 13 deputati.
| Liste          | Liste                            | Proporzionale | Proporzionale | Proporzionale | Maggioritario | Maggioritario | Maggioritario |  |
| Liste          | Liste                            | Voti          | %             | Seggi         | Voti          | %             | Seggi         |  |
| -------------- | -------------------------------- | ------------- | ------------- | ------------- | ------------- | ------------- | ------------- |  |
|                | Lega                             | 164 014       | 26,84         | 2             | 283 464       | 46,38         | 4             |  |
|                | Forza Italia                     | 86 453        | 14,15         | 1             | 283 464       | 46,38         | 4             |  |
|                | Fratelli d'Italia                | 26 738        | 4,37          | 1             | 283 464       | 46,38         | 4             |  |
|                | Noi con l'Italia – UDC           | 6 259         | 1,02          | –             | 283 464       | 46,38         | 4             |  |
|                | Movimento 5 Stelle               | 149 288       | 24,43         | 2             | 149 288       | 24,43         | –             |  |
|                | Partito Democratico              | 109 082       | 17,85         | 2             | 137 033       | 22,42         | –             |  |
|                | +Europa                          | 21 103        | 3,45          | –             | 137 033       | 22,42         | –             |  |
|                | Civica Popolare                  | 4 370         | 0,72          | –             | 137 033       | 22,42         | –             |  |
|                | Italia Europa Insieme            | 2 478         | 0,41          | –             | 137 033       | 22,42         | –             |  |
|                | Liberi e Uguali                  | 19 758        | 3,23          | 1             | 19 758        | 3,23          | –             |  |
|                | Potere al Popolo!                | 6 007         | 0,98          | –             | 6 007         | 0,98          | –             |  |
|                | CasaPound                        | 5 459         | 0,89          | –             | 5 459         | 0,89          | –             |  |
|                | Il Popolo della Famiglia         | 4 179         | 0,68          | –             | 4 179         | 0,68          | –             |  |
|                | Italia agli Italiani (FN - MSFT) | 3 386         | 0,55          | –             | 3 386         | 0,55          | –             |  |
|                | Partito Valore Umano             | 2 603         | 0,43          | –             | 2 603         | 0,43          | –             |  |
| Totale         | Totale                           | 611 177       | 100           | 9             | 611 177       | 100           | 4             |  |
|                |                                  |               |               |               |               |               |               |  |
| Schede bianche | Schede bianche                   | 7 629         | 1,20          |               |               |               |               |  |
| Schede nulle   | Schede nulle                     | 17 902        | 2,81          |               |               |               |               |  |
| Votanti        | Votanti                          | 636 708       | 74,63         |               |               |               |               |  |
| Elettori       | Elettori                         | 853 152       |               |               |               |               |               |  |

## Eletti

### Eletti nei collegi uninominali
Eletti nella coalizione di centro-sinistra (PD-+EUR-CP-Insieme)
     Eletti nella coalizione di centro-destra (Lega-FI-FdI-NcI)
| Collegio uninominale | Eletto | Eletto            | Partito |
| -------------------- | ------ | ----------------- | ------- |
| 5. Alessandria       |        | Riccardo Molinari | Lega    |
| 6. Asti              |        | Andrea Giaccone   | Lega    |
| 7. Cuneo             |        | Flavio Gastaldi   | Lega    |
| 8. Alba              |        | Enrico Costa      | NcI     |

1. ↑  Aderisce al gruppo misto, componente Noi con l'Italia; in data 18.04.2018 aderisce a Forza Italia; in data 04.08.2020 al gruppo misto, non iscritti; in data 26.11.2020 alla componente Azione-+Europa-Radicali Italiani

### Eletti nella quota proporzionale
| Lega                        | M5S                                | Partito Democratico             | Forza Italia   | Fratelli d'Italia | Liberi e Uguali  |
| --------------------------- | ---------------------------------- | ------------------------------- | -------------- | ----------------- | ---------------- |
|                             |                                    |                                 |                |                   |                  |
| Lino Pettazzi Rossana Boldi | Fabiana Dadone Paolo Nicolò Romano | Chiara Gribaudo Alberto Losacco | Osvaldo Napoli | Monica Ciaburro   | Federico Fornaro |

1. ↑  In data 20.10.2020 aderisce al gruppo misto, non iscritti; in data 24.02.2021 alla componente «Alternativa»; in data 09.02.2022 torna nei non iscritti; in data 10.02.2022 aderisce alla componente «Europa Verde - Verdi Europei».
2. ↑  In data 15.02.2021 aderisce al gruppo misto, non iscritti; in data 16.02.2021 alla componente «Cambiamo! - Popolo Protagonista»; in data 27.05.2021 al gruppo Coraggio Italia; in data 17.03.2022 al gruppo misto, componente «Azione-+Europa-Radicali Italiani».